# Quasispitzenwert
Der Quasispitzenwert-, Quasi-Peak- oder CISPR-Detektor ist ein vor allem in der EMV-Messtechnik verwendeter spezieller bewerteter Spitzenwertdetektor zur Messung elektrischer Signale im Frequenzbereich von 9 kHz bis 1 GHz. Die Bezeichnung Quasi-Spitzenwert ist als „Fast-Spitzenwert“ zu verstehen.

## Hintergrund
Im Gegensatz zu den sonstigen Messdetektoren wie Spitzenwert-, Mittelwert- oder Effektivwertdetektor kann dieser nicht durch einen entsprechenden einfachen mathematischen Algorithmus dargestellt werden. Definiert wird dieser Detektor in der CISPR-Norm CISPR 16–1–1, wodurch auch die Bezeichnung CISPR-Detektor herrührt. Der Quasispitzenwertdetektor ist ein Spitzenwert-Detektor mit definierten Lade- und Entladezeiten. Zusätzlich wird eine Zeitkonstante für das kritisch gedämpfte Anzeigeelement definiert, die unter anderem auch die Trägheit alter mechanischer Instrumentenanzeigen beinhaltet. Hierdurch wird erreicht, dass kontinuierliche, schmalbandige Sinussignale stärker bewertet werden als breitbandige gepulste Signale oder Rauschen gleicher (Spitzen-)Amplitude. Dies ist dadurch begründet, dass z. B. in einem Radiogerät breitbandige Störsignale akustisch als „weniger störend“ empfunden werden als ein entsprechendes Sinussignal.

## Technische Definition
Die technischen Parameter des Quasi-Spitzenwert-Detektors nach CISPR 16–1–1 sind getrennt für vier verschiedene Frequenzbänder A (9 kHz bis 150 kHz), B (150 kHz bis 30 MHz), C (30 MHz bis 300 MHz) und D (300 MHz bis 1 GHz) definiert, wobei sich die Anforderungen für die Frequenzbereiche C und D nur minimal unterscheiden. Im Detail werden unter anderem Anforderungen an die Eingangsimpedanz, Messgenauigkeit, Anzeigeverhalten bei Impulsen, Selektivität, Schirmdämpfung und die Begrenzung von Intermodulationseffekten, Empfängerrauschen und internen unerwünschten Signalen gestellt. 
| Frequenzband               | 6 dB-Bandbreite | Ladezeitkonstante des QP-Detektors | Entladezeitkonstante des QP-Detektors | Zeitkonstante Instrument |
| -------------------------- | --------------- | ---------------------------------- | ------------------------------------- | ------------------------ |
| CISPR A (9 kHz – 150 kHz)  | 200 Hz          | 45 ms                              | 500 ms                                | 160 ms                   |
| CISPR B (150 kHz – 30 MHz) | 9 kHz           | 1 ms                               | 160 ms                                | 160 ms                   |
| CISPR C (30 MHz – 300 MHz) | 120 kHz         | 1 ms                               | 550 ms                                | 100 ms                   |
| CISPR D (300 MHz – 1 GHz)  | 120 kHz         | 1 ms                               | 550 ms                                | 100 ms                   |

Die in der Tabelle angegebenen drei Zeitkonstanten sind seit Edition 3 (2010) der CISPR 16-1-1 nicht mehr Teil der eigentlichen Definition des Quasispitzenwertdetektors. 
Diese Änderung wurde vorgenommen, da es sich gezeigt hat, dass für heutige digitale Messempfänger
eine Diskrepanz existiert. Die ursprünglichen Zeitkonstanten beziehen sich auf analoge Messempfänger
mit zusätzlichen parasitären Effekten, wie z. B. ein induktives Verhalten der Ladediode. Zur Lösung
dieser Thematik gibt es unterschiedliche Ansätze bei digitalen Messempfängern. Auf Grund der Rückwärtskompatibilität der nun normativen Anforderungen der Pulsbewertung ergeben sich diese Tabellenwerte immer noch für das historisch alleingültige analoge Überlagerungsempfänger-Konzept.

## Messdetektoren für andere Frequenzen
Für Frequenzen unterhalb von 9 kHz ist in der Audiomesstechnik der QPPM-Detektor definiert. Oberhalb von 1 GHz ist der Quasispitzenwert-Detektor nicht definiert. Hier misst man in der EMV-Messtechnik stattdessen meist mit einer kombinierten Spitzen- und Mittelwertmessung oder nur mit Spitzenwert.